# Beverly (Nova Jérsei)
Beverly é uma cidade localizada no estado americano de Nova Jérsei, no Condado de Burlington.

## Demografia
Segundo o censo americano de 2000, a sua população era de 2661 habitantes. 
Em 2006, foi estimada uma população de 2651, um decréscimo de 10 (-0.4%).

## Geografia
De acordo com o United States Census Bureau tem uma área de 
2,0 km², dos quais 1,5 km² cobertos por terra e 0,5 km² cobertos por água. Beverly localiza-se a aproximadamente 22 m acima do nível do mar.

## Localidades na vizinhança
O diagrama seguinte representa as localidades num raio de 12 km ao redor de Beverly. 